# Glaciers nationalpark (Kanada)
Glaciers nationalpark är en av sju nationalparker i British Columbia i Kanada och skyddar en del av Columbia Mountains. Den är 1 349 km²  och inrättades 1886 och är Kanadas näst äldsta nationalpark. 

## Terräng och djurliv

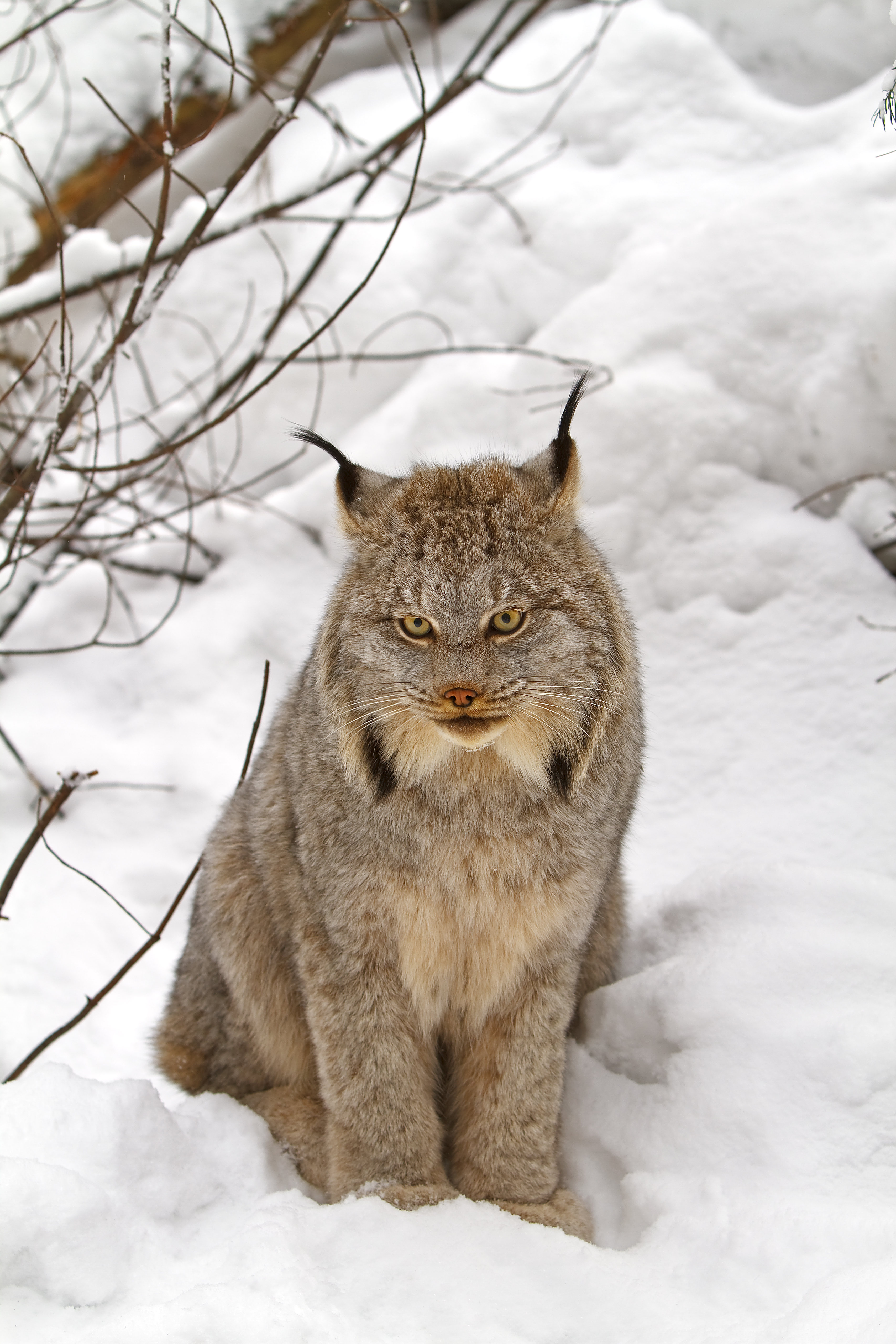
Kanadensiskt lodjur är en av arterna i Glaciers nationalpark.

Glaciärer täcker stora delar av parken, som domineras av tio bergstoppar med en höjd på mellan 2 600 och 3 390 meter över havet. 
Branta och klippiga berg, ett varierat växt- och djurliv samt ett varmt och fuktigt klimat är typiska för regionen.
Djurlivet består bland annat av ren, snöget, grizzlybjörn och kanadensiskt lodjur.